# Пуллман, Льюис
Льюис Джеймс Пуллман (род. 29 января 1993, Лос-Анджелес, Калифорния) — американский актёр. Начал свою актёрскую карьеру с фильма «Баллада о Лефти Брауне» (2017), где в главной роли снялся его отец. Наиболее известен по фильмам «Незнакомцы: Жестокие игры», «Ничего хорошего в отеле „Эль Роя́ль“» и «Топ Ган: Мэверик». На телевидении сыграл роли в сериалах «Уловка 22», «Внешние сферы» и «Уроки химии». За роль в последнем из них он был номинирован на премии Critics' Choice Television Awards и Independent Spirit Awards.

## Биография
Пуллман — сын актёра Билла Пуллмана и танцовщицы Тамары Гурвиц. У него есть сестра Маеса, которая стала певицей, и брат Джек, который занимается изготовлением кукол. Его мать имеет русские и еврейские корни.
По его словам, он «учился на тракторном факультете [в колледже]. Я решил, что если актёрская карьера не сложится, то я смогу работать в дорожной бригаде». В 2015 году окончил колледж Warren Wilson College, получив степень бакалавра в области социальной работы.
Пуллман играет на барабанах в группе Atta Boy вместе с Иденом Бролином, Фредди Рейшем и Дашелом Томпсоном. Они выпустили свой первый альбом Out of Sorts в 2012 году в качестве «причудливого эксперимента». Их второй альбом, Big Heart Manners, вышел в 2020 году после восьмилетнего перерыва.
Пуллман начал свою актерскую карьеру в 2013 году снявшись в нескольких короткометражных фильмах. Ему приходилось делить свое время между жизнью в Лос-Анджелесе и Монтане. После окончания колледжа в 2015 году режиссёры Джонатан Дейтон и Валери Фэрис пригласили его на прослушивание в Highston, телесериал от Саши Барона Коэна и Amazon Studios. В сентябре 2015 года он был утверждён на роль. Пилотный эпизод был хорошо принят критиками. Однако в декабре 2017 года сериал был отменён после всего одного эпизода.
В 2017 году Пуллман дебютировал в полнометражном фильме «Баллада о Лефти Брауне», вестерне с его отцом в главной роли. Среди других его ролей в 2017 году — фильм «Последствия» с Арнольдом Шварценеггером, британская драма «Положись на Пита», и получивший признание критиков фильм «Битва полов», в котором также снялся его отец.
В 2018 году Пуллман сыграл главную роль в слэшере «Незнакомцы: Жестокие игры». Хотя фильм получил смешанные отзывы по сравнению со своим предшественником, он имел кассовый успех, собрав 32,1 млн долларов при бюджете в 5 млн долларов. В том же году он снялся вместе с Джеффом Бриджесом, Дакотой Джонсон, Джоном Хэмом и Крисом Хемсвортом в фильме «Ничего хорошего в отеле „Эль Роя́ль“». О кастинге Пуллмана сценарист и режиссер Дрю Годдард сказал: «Это был один из старых добрых кастингов. После встреч со многими, многими и многими актёрами пришел Льюис, и вы сразу почувствовали это. Честно говоря, в последний раз такое было, когда Крис Хемсворт получил роль в „Хижине в лесу“. Вы просто ищете актёров, которые изначально подходят на роль, а затем выходят за её пределы. Льюис обладал такой магией». После премьеры фильм получил в целом положительные отзывы критиков, а его игра также была отмечена: Den of Geek назвал её «выдающейся», а издание The Seattle Times пишет, что он «блистает в роли беспокойного портье, который служит (очень) поздно прибывающей моральной совестью фильма».
В 2019 году Пуллман сыграл эпизодическую роль в сериале «Уловка 22», экранизации романа 1961 года под руководством Джорджа Клуни. В 2022 году Пуллман сыграл Ретта Эббота в сериале Amazon «Внешние сферы», лейтенанта Роберта «Боба» Флойда в сиквеле фильма «Лучший стрелок» под руководством Тома Круза: «Топ ган: Мэверик», и романтическую роль в фильме «Время между нами». «Топ ган: Мэверик» был снят ещё в 2019 году, но премьера несколько раз откладывалась, прежде чем фильм вышел на экраны в 2022 году; фильм собрал в кинотеатрах более 1,4 миллиарда долларов и является самым кассовым фильмом Пуллмана на сегодняшний день. В 2023 году Пуллман получил главную роль в последнем фильме Уильяма Фридкина «Военный трибунал по делу о мятеже на „Кейне“». Также снялся вместе с Бри Ларсон в мини-сериале Apple TV+ «Уроки химии». Следующие его роли — в криминальном триллере «Уход за кожей», фильме ужасов «Жребий» Джеймса Вана по одноимённому роману Стивена Кинга 1975 года и роль Роберта Рейнольдса / Часового в фильме «Громовержцы», премьера которого запланирована на 2025 год.

## Фильмография

### Кино
| Год  | Название на русском                          | Оригинальное название          | Роль                             | Примечания             |
| ---- | -------------------------------------------- | ------------------------------ | -------------------------------- | ---------------------- |
| 2013 |                                              | The Tutor                      | Джеймс                           | короткометражный фильм |
| 2015 |                                              | The Peter Cassidy Project      | Генри                            | короткометражный фильм |
| 2016 |                                              | Where You Are                  |                                  | короткометражный фильм |
| 2016 |                                              | The Realest Real               | Патрик                           | короткометражный фильм |
| 2017 | Баллада о Лефти Брауне                       | The Ballad of Lefty Brown      | Билли Китчен                     |                        |
| 2017 | Последствия                                  | Aftermath                      |                                  |                        |
| 2017 |                                              | Lean on Pete                   | Даллас                           |                        |
| 2017 |                                              | Battle of the Sexes            | Ларри                            |                        |
| 2018 |                                              | The Strangers: Prey at Night   | Люк                              |                        |
| 2018 | Ничего хорошего в отеле „Эль Роя́ль“          | Bad Times at the El Royale     | Майлз Миллер                     |                        |
| 2018 |                                              | Craig's Pathetic Freakout      | Льюис                            | короткометражный фильм |
| 2019 |                                              | Them That Follow               | Гаррет                           |                        |
| 2019 |                                              | Lefty/Righty                   |                                  | короткометражный фильм |
| 2020 |                                              | The Voice in Your Head         | Дэн                              | короткометражный фильм |
| 2020 |                                              | Pink Skies Ahead               | Бен                              |                        |
| 2021 |                                              | Sorry I Missed This            | Тревор                           | короткометражный фильм |
| 2022 | Топ Ган: Мэверик                             | Top Gun: Maverick              | лейтенант Роберт «Боб» Флойд     |                        |
| 2022 |                                              | Press Play                     | Харрисон                         |                        |
| 2023 |                                              | The Starling Girl              | Оуэн                             |                        |
| 2023 |                                              | The Line                       | Тодд                             |                        |
| 2023 | Военный трибунал по делу о мятеже на «Кейне» | The Caine Mutiny Court-Martial | Томас Кифер                      |                        |
| 2023 | Water Rises                                  |                                |                                  |                        |
| 2024 |                                              | Skincare                       | Джордан                          |                        |
| 2024 | Чокнутые                                     | Riff Raff                      | Рокко                            |                        |
| 2024 | Жребий                                       | 'Salem's Lot                   | Бен Мейрс                        |                        |
| 2025 | Громовержцы*                                 | Thunderbolts*                  | Роберт «Боб» Рейнольдс / Часовой |                        |
| 2026 | Мстители: Судный день                        | Avengers: Doomsday             | Роберт «Боб» Рейнольдс / Часовой |                        |
| TBA  | Анна Ли                                      | Ann Lee                        | TBA                              |                        |